# Finský domek

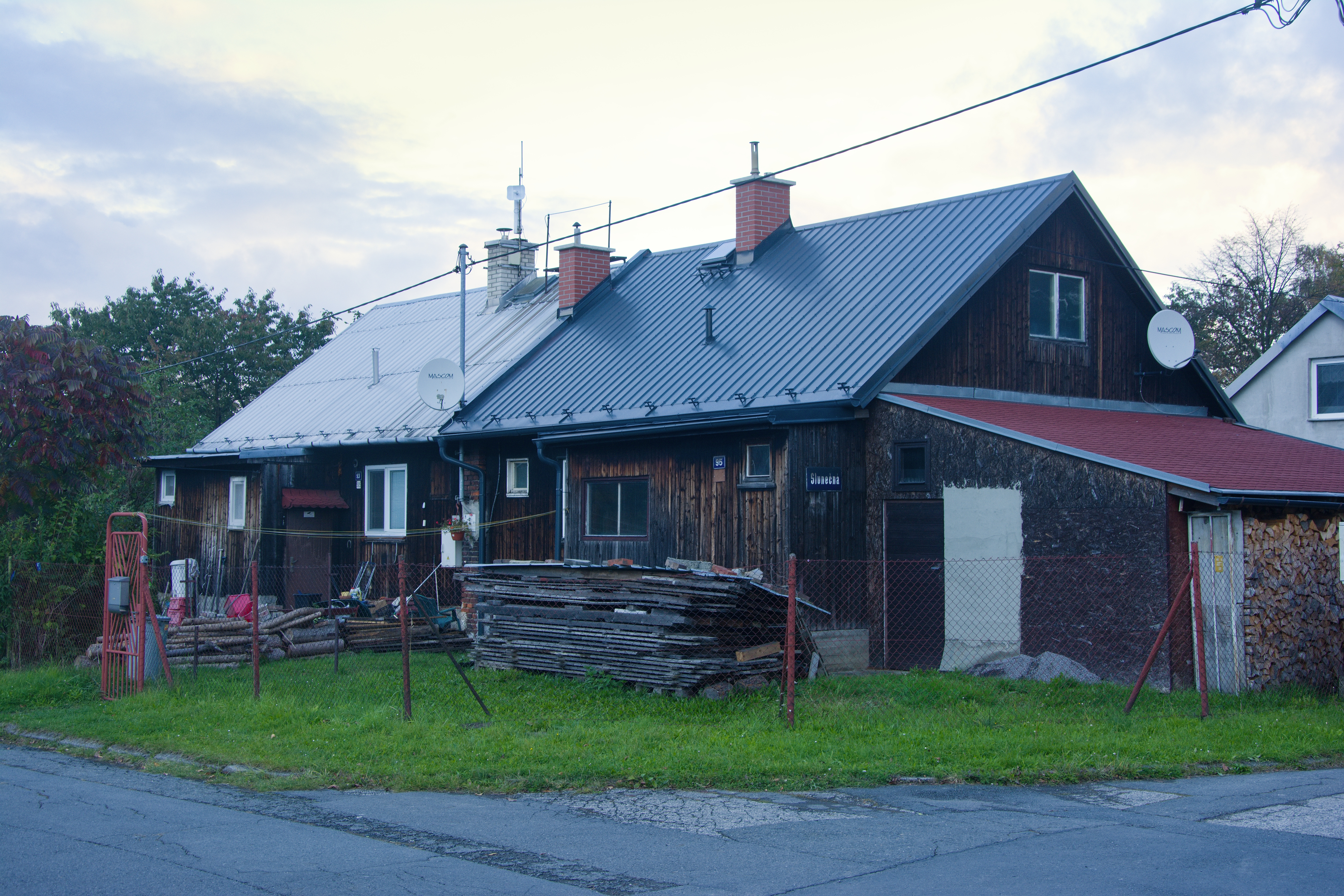
Finský dvojdomek v ostravské části Muglinov

Finský domek je označení pro typ montovaného dřevěného rodinného domu. Tyto stavby byly ve velkém množství budovány v Československu po skončení 2. světové války, zpočátku jako pomoc UNRRA. Jejich odhadovaná životnost byla 30 let, ale většina z nich stojí i po více než šedesáti letech od jejich výstavby.

## Historie
Po skončení 2. světové války se UNRRA snažila pomoci mj. s nedostatkem bytů. Proto dodávala stavebnicové dřevěné domky, které bylo možné sestavit za několik dní. Konstrukce těchto domků pochází ze Švédska, dodávány byly z Finska, proto se pro ně vžilo označení „finské domky“. Dodávány byly zejména v letech 1946 až 1949, ale ještě i v 50. letech 20. století. V tomto období se domky začaly ve velkém vyrábět v celém Československu. Dodávány byly do všech částí republiky, ve velkém množství však byly stavěny především na Ostravsku, kde se tehdy prudce rozvíjel těžký průmysl.

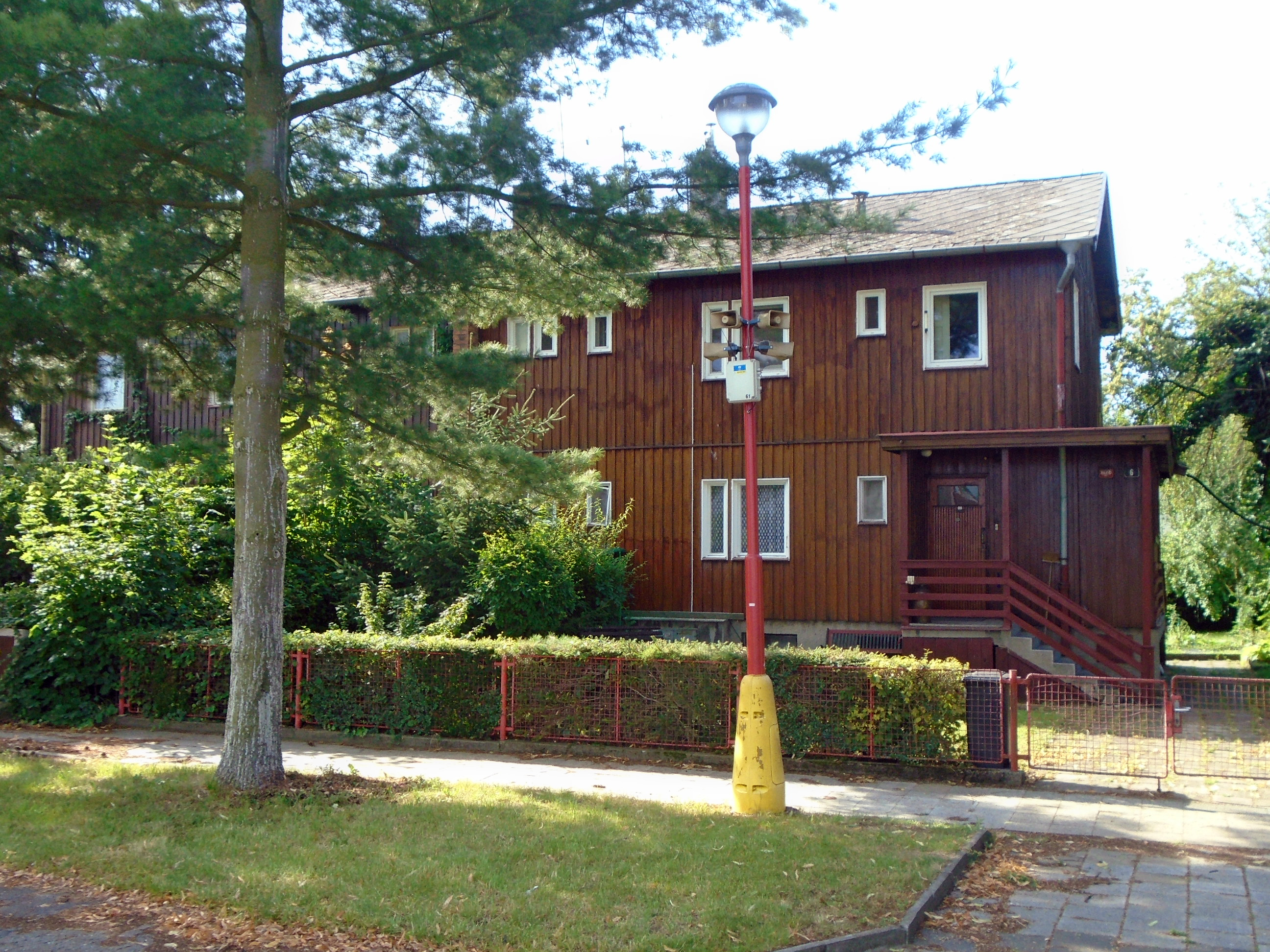
Patrová verze domku v Poděbradech

## Konstrukce
Zeď finského domku je tvořena dřevěným skeletem, mezi jednotlivé trámy je vložena skelná vata, ze stran uzavřená térovou lepenkou. Skelet byl ze strany místnosti obložen interiérovou deskou, zvenku dřevěným obkladem.
Dodávány byly dva typy těchto domků: přízemní a patrové. Byly stavěny ve dvojicích, ale i samostatně. K domkům vždy patřil malý dvůr, zahrádka a hospodářské budovy. Například v pardubické části Ohrazenice šlo o patrové dvojdomky s celkem čtyřmi byty, zahrádky u domů přitom nebyly odděleny ploty. Domky byly obvykle podsklepené, obytná plocha činila 64 m² a obytná dispozice byla 2+1. Za vchodovými dveřmi se nachází malá předsíň, ze které se vstupuje do chodby. Z ní se vchází do toalety, do komory, kuchyně, obývacího pokoje, podkroví a sklepa. Za kuchyní je koupelna a za obývacím pokojem ložnice. Vytápění bylo pomocí pevných paliv.
Postupem času si obyvatelé začali domky upravovat a dostavovat, často jde o přestavbu podkroví na obytnou místnost (dojde tím ke zvětšení podlahové plochy na 85 m²), zateplení, přístavby garáží apod. Obvykle také došlo ke změně způsobu vytápění na plynové či elektrické.

## Místa s finskými domky
Byť se tyto domky mohly budovat kdekoliv v Československu, typické jsou jejich kolonie. Ty největší lze nalézt především na Ostravsku, známá lokalita je také v pardubické části Ohrazenice. Lokalita s těmito domky je také v Terezíně (okres Litoměřice), dokonce se to zde jmenuje Finské domky.[zdroj?] V Otrokovicích byla kolonie přízemních domků v místní části Baťov v Janáčkově ulici vystavěna v roce 1954. Dalšími lokalitami jsou např. Finské domky v Desné,, nebo v Liberci. Finské domky, nebo dvojdomky, se stavěly od počátku roku 1951 pro příslušníky Pohraniční stráže, vojáky z povolání v okolí nádrže Lipno.
Na Ostravsku je mnoho těchto domů ve vlastnictví poskytovatele nájemního bydlení Heimstaden Czech jako pozůstatek po privatizaci bytů OKD. Například v obci Horní Suchá měl ještě v roce 2023 Heimstaden kolonii 120 finských dvojdomků obývaných asi tisícovkou lidí.